# Pensione paura
Pensione paura è un film del 1978, diretto da Francesco Barilli.
Per il mercato spagnolo fu scelto il titolo La violaciòn de la señorita Julia.

## Trama
Durante la Seconda guerra mondiale, con il marito impegnato al fronte, Marta, insieme alla figlia Rosa e un cameriere alcolizzato, gestisce una fatiscente pensione in riva a un lago, occupandosi d'una poco raccomandabile clientela composta da due prostitute, qualche fuggiasco e altre persone misteriose. Una notte, Marta, viene trovata morta in fondo a una rampa di scale, cadendo rovinosamente al buio per disgrazia. A questo punto Rosa si trova improvvisamente sola, incapace di governare la situazione e trovandosi, per giunta, in balia d'ospiti pericolosi e senza alcun scrupolo. Una notte, in un crescendo di violenza e accidia, Rosa viene attirata in camera dalla vecchia e perversa amante di Rodolfo, cliente della pensione, bello, giovane, prestante e mantenuto dalla stessa. Ma ad attenderla c'è proprio Rodolfo che la violenta sadicamente. Dopo la violenza, Rosa fugge e si rifugia in camera, molto sconvolta. I viveri scarseggiano e gestire la pensione è sempre più difficile: gli ospiti, oltre a non pagare, diventano sempre più esigenti. Rosa ha solo Guido per amico, un ragazzino sensibile che spesso s'offre d'aiutarla e con il quale trascorre alcuni momenti spensierati. 
 Durante una notte piovosa, un uomo vestito di nero s'introduce nella pensione e uccide barbaramente Rodolfo e l'amante a colpi di scure. Rinvenuti i cadaveri, Rosa, più che mai sconvolta, li occulta nelle cantine della pensione, un tempo adibite a zone termali. Rosa continua a sperare che il padre possa un giorno tornare, liberandola da quell'inferno. Una notte viene aggredita da due trafficanti di preziosi, convinti che la ragazza nasconda dei gioielli, trafugati in realtà da Rodolfo. Rosa riesce a sfuggire ma viene poi bloccata da alcuni clienti, che vogliono coinvolgerla in una sorta d'orgia; la ragazza si divincola e urla e, in quel momento, fa il suo ingresso un uomo misterioso che uccide i vari ospiti a colpi di mitra. Rosa è ora convinta che l'uomo sia suo padre ma, in realtà, dietro il cappello ben calato sul viso, si nasconde un altro uomo che le rivela d'avere fatto parte d'un battaglione insieme a suo padre, morto in guerra da qualche tempo. L'uomo bacia appassionatamente Rosa e le comunica che è necessario che lasci la pensione e lo segua: penserà lui al suo futuro. Rosa, però, scioccata dagli avvenimenti, non si rassegna al fatto che suo padre sia morto. La ragazza, tra l'altro, confessa all'uomo d'essere stata proprio lei a uccidere Rodolfo e l'amante a colpi di scure: infatti, travestita da uomo, aveva ucciso i due amanti per vendicarsi della violenza subita, occultando i corpi nelle cantine. L'uomo non dà peso ai particolari e insiste perché Rosa lasci la pensione e lo segua. Incredula davanti alla tragica notizia della morte del padre e scossa dagli eventi violenti che l'hanno coinvolta, Rosa, perde il senno e, dopo averlo baciato, uccide il proprio salvatore a colpi di pistola, dopodiché, si chiude nella pensione stracolma di cadaveri in attesa del ritorno del padre. Solo in quel momento si comprende che la ragazza è diventata completamente pazza: infatti scrive una lettera al padre implorando il suo ritorno e scrivendole che nulla è cambiato dal momento della sua partenza.

## Produzione

### Luoghi delle riprese
Alcune riprese sono state girate al Lago di Bracciano (gli esterni ad inizio film), le restanti a Canale Monterano in provincia di Roma.

## Distribuzione
Distribuito nei cinema italiani il 16 febbraio 1978, il film è stato un insuccesso commerciale, incassando appena 82.645.242 di lire dell'epoca.

### Edizioni home video
Nel dicembre 2007 è uscito il DVD del film, distribuito dalla Next Video.

## Accoglienza

### Critica
- Il Dizionario Farinotti assegna al film tre stelle su cinque di giudizio.[3]
- Secondo il Dizionario del Film Horror Il film soffre per la farraginosità della trama, cadendo talvolta nel banale (...) Pur se non del tutto riuscita, è comunque un'opera a tratti affascinante.[4]

## Citazioni e riferimenti ad altre pellicole
In Suspiria, la protagonista veniva attaccata dai vermi; la scena è stata ripresa da Barilli in Pensione paura, sostituendo i vermi con gli scarafaggi.